# Adel Bouchiba
Adel Bouchiba (en arabe : عادل بوشيبة) est un footballeur algérien né le 10 novembre 1988 à Médéa. Il évolue au poste de milieu défensif à la JS Saoura.

## Biographie
Il évolue en première division algérienne avec les clubs de l'Olympique de Médéa et la JS Saoura.
Il dispute la Ligue des champions de la CAF saison 2018-19 avec la Saoura. Il joue 7 matchs dans cette compétition africaine.

## Palmarès
Olympique de Médéa
- Championnat d'Algérie D2 (1) :
  - Champion : 2015-16.